# 2024年7月唐納·川普遇刺案
唐納·川普遇刺案（英語：Attempted assassination of Donald Trump）發生於美東夏令時間2024年7月13日18時11分，美國前總統川普在宾夕法尼亚州巴特勒農場展覽場地的总统竞选集會中，遭遇美國男子湯瑪斯·馬修·克魯克斯槍擊，川普的右耳廓被槍擊受傷，面部染血，但并无大礙，一名集會參與者被殺，兩名參與者受重傷。
枪击发生后，川普在美国特勤局保鏢掩護下起身，向群眾舉拳示意，这一幕成為廣為流傳的標誌性畫面。川普被送往醫院後情況穩定，当晚乘飛機前往新泽西州，并於次日在威斯康辛州密尔沃基举行的共和黨全國代表大會中获得正式提名为总统候选人。
施袭的枪手克鲁克斯住在宾夕法尼亚州贝塞尔帕克。执法人员和多位目击者称，枪手在集会开始后爬上场地北面的一个屋顶。他用一支DPMS牌的AR-15半自动步枪，以卧姿发射了八发子弹，随后被特勤局反狙击队的狙击手使用SR-25狙擊步槍击毙。
此次槍擊事件以暗杀未遂進行調查。這是自1981年時任總統罗纳德·里根遭遇暗殺受傷以來，首次有前任或現任的美國總統在暗殺中受傷，這也是自1972年乔治·华莱士以來首次有總統候選人在暗殺中受傷。

## 事件經過

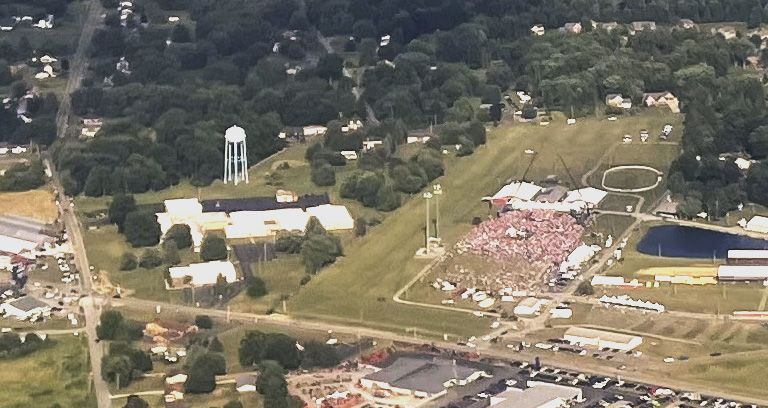
事發前十分鐘巴特勒農場展覽場地的鳥瞰圖；槍手當時身處圖左建築物樓頂的右方，特朗普處於圖右帳篷前的講台。

槍手湯瑪斯·馬修·克魯克斯（紅點）使用AR-15步槍射擊川普（黑點）的子彈路徑（紅線）；特勤局反狙击队的狙擊手（藍點）使用SR-25狙擊步槍擊斃槍手的子彈路徑（藍線）；以及被殺集會參與者（小紅點）、2名重傷參與者（小黃點）的大概位置。

川普的演讲开始六分钟后，他向右側身並向其支持者展示一份有关边境口岸的数字图表，这时在大概三秒内响起三声枪响。響起第一槍時，特朗普正好微微向右轉頭望向圖表；似乎被擊中後，他用手捂了一下右耳，此時響起第二聲；到第三槍響起，他快速彎下身，人群亦反應過來，开始尖叫。美国特勤局特工衝向並貼身包圍保護特朗普，特朗普趴在地上大约25秒。在这期间，槍手再射了五發子弹，一位观众头部中弹当场毙命。川普的右耳廓被子彈擦傷，右耳和脸颊右侧流血——特朗普事后在其社交平台Truth Social上發文，提到“子彈穿過我右耳的上部”。
槍擊結束後，川普在保鏢掩護下起身，并在台上高举右拳向觀眾致意，連喊三聲“战斗！战斗！战斗！”（Fight! Fight! Fight!），引來現場熱烈的歡呼（U-S-A!），随后，他被特勤局特工护送走下演讲台，并带入专车离开。特朗普被送往当地的巴特勒纪念医院接受检查，诊断无大碍后，于晚上9点30分左右离开医院，前往匹兹堡国际机场。
兇手處於講台北面一個矮建築的樓頂，正好是特朗普當時大致的視綫方向稍右一點。兇手開槍後一分鐘内，被驻扎在特朗普身后建筑物屋顶上的特勤局反突击队狙击手击毙。照片顯示他当时穿着一件疑似购自YouTube著名槍支推廣頻道的襯衫。作案工具是一支由南卡罗来纳州西哥伦比亚的枪械制造商DPMS Panther Arms生产的AR-15半自动步枪，这把枪是凶手父亲多年前合法购得的。在凶手的车内和家中还发现了制作炸弹的材料。

### 其他受害者
除了特朗普和枪手之外，事件中还有1人死亡，2人重傷，均为男性。50岁的前布法羅鎮區志願消防隊队长科里·孔佩拉托雷（Corey Comperatore）在用身体保护其妻女时中弹身亡；另外两人，57岁的戴维·达奇（David Dutch）和74岁的詹姆斯·科彭哈弗（James Copenhaver）重伤，但状况稳定。曾担任特朗普总统医生和首席医疗顾问的美国众议员罗尼·杰克逊后来告诉福克斯新闻，他的侄子脖子中弹。

## 事後調查
聯邦調查局確認兇手是宾夕法尼亚州男子托马斯·马修·克鲁克斯（Thomas Matthew Crooks），他在2021年1月20日拜登的總統就職典禮當天透過民主黨籌資平台ActBlue向親近該黨立場的選民團體「進步投票率計畫」（Progressive Turnout Project）捐了15美元，但他在同年9月註冊成為共和黨黨員。因为枪手身处集会的安全检查范围之外，他並没有接受检查；他爬上了特朗普以北120—150米的一个矮棚屋的樓頂并以卧姿射击，该建筑为美国玻璃研究公司（American Glass Research）所有。
美国特勤局和其他执法机构最初未公开证实特朗普耳朵中枪，只说有人开枪，且特朗普“目前安全”。特勤局发言人安瑟尼·古列尔米表示，嫌疑枪手“朝舞台开了数枪”，當時处于集会场地外的“高处”。事發後曾有報道指他是受提字器的玻璃碎片而非子彈所傷，但後來被確認為無事實根據的假新聞。
英国广播公司记者采访现场民众称，有人向附近的安保人员报告了枪手的位置，但他们并未采取任何措施。几分钟后，特朗普即遭到枪击。
联邦调查局宣布将在特勤局、州和地方执法机构的协助下领导调查。联邦调查局正在与司法部、美国特勤局以及美國菸酒槍炮及爆裂物管理局一起牵头进行调查。特勤局局长金伯莉·奇特尔已经被众议院传唤，将于7月22日在众议院的一个委员会中接受质询，她于15日发表了一份声明，表示：“我们理解拜登总统昨天宣布的独立审查的重要性，并将全力参与……我们还将在任何监督举措上配合相应的国会委员会。”
前特勤局副助理局长比尔·皮克尔（Bill Pickle）说：“特勤局没有借口不为距特朗普100碼（91）的建筑物屋顶提供掩护……他（槍手）根本就不应该有机会开枪。”
美国参议院的國土安全及政府事務委員會于7月15日宣布将展开调查。

## 国内反应

### 联邦政府官员
美国总统拜登在听闻此消息后发表简短的电视讲话，谴责暴力行为“令人发指”，表示“美国容不得这种暴力行为”，并与特朗普通了电话。白宫官员没有透露两人谈论了什么。白宫同时称，拜登还与宾夕法尼亚州州长喬什·夏皮羅和巴特勒市市长鲍勃·丹多伊（Bob Dandoy）进行了交谈。拜登的竞选团队在事發當天晚上的一份声明中表示，将暂停“所有对外宣传沟通”，并正在努力“尽快撤下我们的电视广告”。拜登的竞选团队认为此时攻击特朗普并不合适，反而应当集中精力谴责所发生的事情。拜登总统将于当晚返回白宫。拜登原定在特拉华州度过周末，但这一事件改变了他的计划。拜登在同日下午的一次演讲中向科里的家人表示哀悼。拜登说：“他是一个父亲。他当时保护了家人免受子弹的伤害。他失去了生命。上帝爱他。”拜登于同日表示，他已指示特勤局局长金伯莉·奇特尔评估共和党全国代表大会的所有安保措施。他还要求对这次集会的安保措施进行独立评估，以查明事件。
美国副总统賀錦麗在社交媒體“X”上发文，表示為此次事件中受伤的人祈祷，感謝相關單位的即時行動，并谴责暴力行为。国土安全部长亚历杭德罗·马约尔卡斯表示，美国政府正在采取一切可能的措施，确保特朗普和现总统拜登的安全，并将这次袭击描述为特勤局的“失败”。国土安全委员会主席马克·格林事发后与特勤局局長金伯莉·奇特尔进行了交谈，并要求她向委员会提供与此事相关的文件。他还致信国土安全部长马约尔卡斯，信中写道：“这次安全失败和这一美国历史上令人不寒而栗的时刻的严重性不容低估。这引发了人们对枪手如何能够进入这个将特朗普总统演讲地点涵盖在射程和瞄准范围内的屋顶的严重关切。”国防部长劳埃德·奥斯汀在X上发文，表示國防部譴責此次不被民主社會容許的暴力事件，及為所有因事件受影響的人祈祷。
美國眾議院議長、共和党人邁克·約翰遜说，众议院将对此事件进行全面调查，并称这些调查需要时间。2017年遭到枪击的众议院共和党二号人物、众议员史蒂夫·斯卡利斯表示，“政治暴力永远没有容身之地。”美国众议院监管及政府改革委员会主席、肯塔基州共和党众议员詹姆士·卡莫在枪击事件发生后数小时内表示，他的委员会正在展开调查，并要求特勤局局长金伯莉·奇特尔于7月22日出席听证会，并称一些安保人员表现出了极大的勇气，又补充说：“现在有很多疑问，美国民众需要答案。”
7月22日，特勤局局長金伯利·切特爾於眾議院監督委員會作證時稱， 事件是特勤局幾十年來“最重大的運營失敗”，並查明問題，確保不再重蹈覆辙。她並承認，在事件發生前，特勤局被數次告知有一名可疑人士。她還透露，槍手開火的屋頂在集會前幾天被確定為潛在的弱點，她事後向特朗普道歉。23日，她辭去局長職務。

### 州政府官员
纽约州民主党参议员、现任参议院多数党领袖查克·舒默在一份声明中表示：“我对宾夕法尼亚州特朗普集会上发生的事件感到震惊，并欣慰地得知前总统特朗普现在是安全的。”宾夕法尼亚州州长、民主党人喬什·夏皮羅在一份声明中表示，他已经听取了情况报告，州警方正在现场与联邦警方合作。他评价在竞选集会上遇害的前消防员科里·孔佩拉托雷是“英雄”，并下令降半旗缅怀。宾夕法尼亚州警察局的乔治·比文斯（George Bivens）表示，集会现场的警察表现“英勇”。

### 特朗普家人
特朗普的长子小唐纳德·特朗普在一份声明中说，他已在袭击发生后与父亲通了电话，父亲在电话中“精神抖擞”，并在X上发文称“他永远不会停止为拯救美国而战”和貼出他父亲在枪击事件后的標志性照片。
特朗普的次子埃里克·特朗普亦在X上分享照片，並发文称“这是美国需要的斗士！”。
特朗普的長女伊万卡·特朗普在X发表声明说：“感谢你们对我父亲以及今天宾夕法尼亚州巴特勒发生的毫无意义的暴力事件的其他受害者给与的爱和祷告。感谢特勤局和所有其他执法人员今天迅速而果断的行动。我继续为我们的国家祈祷。爸爸，我爱你，从今天到永远。”
特朗普的妻子梅拉尼娅·特朗普在X上发表声明强调美国人民無論左派、右派、紅、藍政見，都應團結一致，她又对遇害者和家屬表示关切，及感谢支持者和贊揚超越政治分歧的人。

### 民间
美联社记者埃文·武奇拍摄的一张特朗普在空中挥拳的照片在社交媒体上传播开来。这张照片随后被共和党人广泛使用，包括全国共和党参议院委员会。《政客》杂志表示，一些人将其用作“兜售阴谋论和煽动政治紧张局势的机会”。《紐約客》的本杰明·华莱士-威尔斯（Benjamin Wallace-Wells）说：“这已经是我们这个政治危机和冲突时代不可磨灭的形象。他分析说，“武奇所摄照片中的一些元素与特朗普的无数其他要素相似”，并得出结论，“这捕捉了一个他希望被看到的形象，这是如此完美，事实上，它可能比其他所有要素都要更加持久。”《商业内幕》回应了这些观点，并评价称，这“已成为共和党人连任选举中最具标志性的形象”。
美国企业家埃隆·马斯克对特朗普表达了支持，並自此全力支持特朗普競選總统，并质疑现场安保工作是否到位。
潘兴广场资本管理公司创始人兼首席执行官比尔·阿克曼同样在X上表达了对特朗普的支持。
赛富时首席执行官马克·贝尼奥夫也在X上发文，称美国不容许政治暴力，并希望特朗普能够尽快康复。
蘋果公司首席执行官提姆·庫克事件发生后数小时内于X上发文称，他与特朗普以及“其家人和其他受害者”同在，并谴责这一暴力事件。
微软首席执行官薩蒂亞·納德拉和谷歌首席执行官孙达尔·皮柴等人也纷纷表示了震惊和沮丧，并祝愿特朗普早日康复。
亞馬遜公司创始人杰夫·贝索斯在X上发文，称特朗普“在真枪实弹下胆识过人。非常庆幸特朗普并无大碍，也替受害者及其家人难过。”

### 其他反应
美国前总统贝拉克·奥巴马在X上发文谴责这一暴力行为，并祝特朗普早日康复。前总统乔治·布什称枪击事件是“懦弱的”行为，并赞扬了特勤局的反应。
美国众议院前议长南希·佩洛西在X上发文表示她的家人也曾受到政治暴力，因此她有切身体会，她对特朗普平安无事感到欣慰。
特朗普的竞选发言人張振熙也证实特朗普无大碍。
|           | J.D. Vance | X的logo，一个风格化的X字母 |
| @JDVance1 |            | X的logo，一个风格化的X字母 |

英語：-{Today is not just some isolated incident.

The central premise of the Biden campaign is that President Donald Trump is an authoritarian fascist who must be stopped at all costs.

That rhetoric led directly to President Trump's attempted assassination.}-
今天發生的事并非只是孤立事件。

拜登竞选的核心前提是“唐纳德·特朗普总统是一个专制的法西斯主义者，必须不惜一切代价阻止他”。

这种言论直接导致了對特朗普总统的企圖暗杀。
2024-07-14
特朗普的一些最亲密的盟友和支持者已经将暴力归咎于拜登，被认为列入特朗普副总统候选人名单的参议员J·D·万斯在X上表示，拜登竞选团队的激进言论直接导致了这一事件。特朗普的竞选经理克里斯·拉西维塔也表示，“左派活动家、民主党捐款人甚至乔·拜登”都需要在11月的投票中为“令人作呕的言论”负责，他同样认为这些言论导致了该次袭击事件。佐治亚州第10国会选区的共和党议员迈克·柯林斯表示“是拜登下的命令”。
|                | Mike Collins | X的logo，一个风格化的X字母 |
| @MikeCollinsGA |              | X的logo，一个风格化的X字母 |

英語：
是乔·拜登下令的。
2024-07-14
布法羅鎮的志願消防隊主席蘭迪·里默（Randy Reamer）表示，科里·孔佩拉托雷是“一位正直的人”和“消防部門真正的兄弟”，并称孔佩拉托雷是終身消防隊員，這意味着他已担任此岗位长达20余年。

## 国际反应

### 世界各地
事件发生后，国际社会普遍谴责暗杀未遂案件，並對特朗普和美國人民表達慰問。
- 以色列：总理内塔尼亚胡在X上发文，对事件表示震惊，并爲特朗普的安全和康復祈祷[89][90]。
- 匈牙利：总理奧班在X上发文，表示与特朗普同在，并爲其祈祷[91]。
- 阿根廷：总统米莱在X上发文，表示支持和声援特朗普；谴责危害上百人的“懦夫般”暗殺行爲，表示對國際左翼有害思想不顧一切的行爲并不驚訝，他們為權力而動搖民主和鼓吹暴力，為保住選戰而訴諸恐怖主義；最後祝愿特朗普早日康复，以及期望美國的選舉能公正、和平、民主地進行[92][93]。
- 英国：首相施紀賢在X上发文，对事件表示震惊，對特朗普及其家人表达慰问，谴责政治暴力行为，并称与事件的遇害者同在[94]。
- ：總理阿爾巴尼斯在X上发文，对事件表示担忧，谴责民主過程中的暴力，并对于特朗普无大碍表示欣慰[95]。
- 加拿大：總理杜魯多在X上发文，对事件表示恶心，谴责政治暴力行为，并表示与特朗普和所有美国人同在[90][96][97]。
- 日本：首相岸田文雄在X上发文，表示反对挑战民主的暴力，並为特朗普早日康复祈祷[98]。
- 中華民國：外交部在X上发文，表示与特朗普和受影響的人同在，并谴责民主社會中的暴力行为，會與全球一同維護民主價值[49][99]。總統賴清德其後同样发文，為特朗普祈祷，期望其尽快康复，谴责政治暴力行为，并對其他死傷者表达慰问[100]。
- 印度：总理莫迪在X上发文，表示非常关切他的朋友特朗普，谴责政治和民主中的暴力事件，對其他死傷者和美國人民表达慰问，並為他們祈禱[101]。
- 中华人民共和国：外交部发言人称，中方关注美国前总统特朗普遭遇枪击事件，国家主席习近平已向特朗普表达慰问[102][103][104]。
- 新加坡：總理黃循財在X上发文，对事件表示震惊，對受影響的人表达慰问，並稱縱使觀點不同，都不应诉诸暴力[105]。
- 乌克兰：總統泽连斯基在X上发文，对事件表示震惊，称“这种暴力不存在藉口，在整个世界上也没有立足之地，暴力不會得勝”，他对特朗普并无大碍感到宽慰，并祝愿他早日康复和慰問遇難者家屬，期望美國走出困境。[90][106]乌克兰媒体指责克里米亚地区参议员谢尔希·采科夫（英语：Sergei Tsekov）宣称案件可能存在“乌克兰的痕迹”的言论是试图抹黑[107]。
- ：總統尹锡悦在X上发文，對事件表示震惊，祝愿特朗普早日康复，並稱韩国人民与美国人民团结一致[108]。
- 俄羅斯：总统新闻秘书佩斯科夫表示，总统普京没有与特朗普通话的计划，但莫斯科强烈谴责任何形式的政治暴力，并向遇难者家属表示哀悼。克里姆林宫不认为拜登政府參與了暗杀的幕後，但表示现任政府在围绕特朗普的政治斗争中营造的氛围导致了美國如今的局面[90][109]。一名克里米亚地区参议员谢尔希·采科夫（英语：Sergei Tsekov）向俄罗斯媒体指控称，基辅多次发表对特朗普的负面言论，因此是次案件可能存在“乌克兰的痕迹”，暗示乌克兰与特朗普的暗杀有关[110]。
- 德国：總統施泰因迈尔谴责此次暗杀企图。他在一份公开声明中表示：“暴力不应在我们的民主中占有位置，既不应在美国，也不应在我们这里。暴力会摧毁民主。”总理朔尔茨谴责针对特朗普的暗杀企图是“令人憎恶的。”并于周日早上在X上发文称“这种暴力行为威胁着民主。”他祝愿特朗普早日康复，并对在暗杀事件中受到袭击者表示了同情。外交部长貝爾伯克在X平台上写道：暗杀企图是“美国民主的黑暗时刻...特朗普遭到暗杀的消息让我深感震惊。民主国家选举是通过选票，而不是通过武器决定的。”司法部长布施曼也谴责了暗杀企图，并称“暴力从来都不是解决政治冲突的合法手段。”[90][111]
- 法國：总统马克龙在X上发文，称“这是我们民主国家的悲剧”，并称法国与美国人民一样感到震惊和愤慨。[90][112]
- 马来西亚：首相安华在一次活動的訪問中谴责事件，指暴力并不是解决问题的方式，并希望特朗普早日康复。[113]
- 亞美尼亞：外交部长格里戈良在一次與美国次国务卿烏茲拉·澤亞（英语：Uzra Zeya）的會面中，向遇难者家属表示哀悼，并祝愿伤者早日康复。[114]

### 國際組織
- 美洲国家组织：秘书长阿尔马格罗（英语：Luis Almagro）在X上发文，谴责事件，並表示選舉、政治、或社會中都絕不容許暴力[115]。
- 欧洲联盟：曾任欧洲议会议长，現任歐盟執委會副主席兼欧盟外交与安全政策高级代表的博雷利在X上发文，对此次事件表示震驚和谴责[116]。欧盟委员会主席冯德莱恩在X上发文，对此次事件表示震驚，期望特朗普早日康復並問候事件遇害者的家屬，並表示民主社會中絕不容許政治暴力[117]。欧洲理事会主席米歇尔在X上发文谴责事件，并表示“政治暴力在民主社會是绝对不可接受的。”[90][118]
- 北大西洋公约组织：秘书长斯托尔滕贝格在X上发文，对此次事件表示震驚，期望特朗普早日康復，谴责民主社會中的政治暴力，並表示北約會堅定捍衛自由和價值[90][104][119]。